# Пат Квін
Патрік Джозеф «Пат» Квін III (англ. Patrick Joseph «Pat» Quinn III; нар. 16 грудня 1948, Хінсдейл, Іллінойс) — американський політик, представник Демократичної партії. 41-й губернатор штату Іллінойс (з 29 січня 2009 по 12 січня 2015).

## Біографія

### Ранні роки і освіта
Куїнн народився в 1948 році в Хінсдейлі, штат Іллінойс, де відвідував католицьку початкову школу. У 1967 році він закінчив середню школу Фенвік ордену монахів-домініканців в Оук-Парк. Під час навчання в Фенвік Куїнн був капітаном команди з легкоатлетичного кросу і спортивним редактором шкільної газети. У 1971 році він отримав ступінь бакалавра в Дипломатичній школі Джорджтаунського університету, де був учнем Яна Карського і спортивним редактором газети The Hoya. У 1980 році Квін отримав ступінь доктора права в Юридичній школі Північно-Західного університету.
Квін деякий час працював податковим адвокатом, після чого перейшов на державну службу.

### Політична кар'єра
Свою політичну кар'єру Квін почав помічником губернатора Деніела Вокера. У 1980 році він заробив репутацію реформатора на політичній сцені Іллінойсу. Завдяки своїй організації «Коаліція за політичну чесність», він ініціював і очолив кампанію за внесення поправки до конституції штату, в результаті прийняття якої розмір Палати представників Іллінойсу скоротився з 177 до 118 членів.
У 1982 році Квін був обраний уповноваженим Апеляційної ради з податкових питань округу Кук, нині відомого як Колегія з перевірки судових рішень. Він не боровся за переобрання в 1986 році, і, після невдалої кампанії за висунення від Демократичної партії на посаду скарбника штату, нетривалий час працював в адміністрації мера Чикаго Гарольда Вашингтона.
У 1990 році Квін був обраний скарбником штату Іллінойс, і працював на цій посаді з 1991 по 1995 рік. У 1994 році він балотувався на посаду секретаря штату, але поступився республіканцеві Джорджу Райану.
У 2002 році Квін був обраний віце-губернатором штату Іллінойс, а в 2006 переобраний на другий термін. 29 січня 2009 сенат штату 59 голосами проти 0 відсторонив губернатора Рода Благоєвича від посади. Цього ж дня Квін був приведений до присяги як губернатор штату Іллінойс.
2 листопада 2010 Квін був переобраний на другий термін, насилу перемігши на виборах республіканця Білла Брейді (46,79 % і 45,94 % голосів відповідно).
9 березня 2011 Квін підписав закон, яким скасував смертну кару в штаті Іллінойс.

### Особисте життя
Куїнн розлучений, має двох синів, Патріка IV (нар. 12 квітня 1983) і Девіда (нар. 16 грудня 1984). Обидва сини, як і їх батько, під час навчання займалися біговими видами легкої атлетики.

## Нагороди
- Командор Ордена Заслуг перед Республікою Польща (2012)